# エトワール!
『エトワール！』シリーズは、梅田みかによる日本の児童文学作品。イラストは結布が担当。青い鳥文庫（講談社）より2016年11月11日から刊行されている、小中学生向け文学作品。

## あらすじ
バレエが大好きな主人公・森原めいが仲間たちと共にバレエのコンクールや公演に出ることによって成長していくス卜ーリー。

## 登場人物
森原 めい（もりはら めい）
主人公。物語開始当初は小学5年生で、第3巻より小学6年生、第7巻より中学1年生に進級する。有村バレエスクールでバレエを習っている。
南
めいの友達。
梨央
めいの友達。
杏樹
めいの友達。
月村 透
めいが片思いをしている相手。
ジュン
めいの妹。サッカーをやっている。

## 既刊一覧
- 梅田みか（著）・結布（絵）、講談社〈青い鳥文庫〉、既刊14巻（2024年7月10日現在）
  1. 「くるみ割り人形の夢」2016年11月11日発売[1]、ISBN 978-4-06-285594-5
  2. 「羽ばたけ! 四羽の白鳥」2017年5月12日発売[2]、ISBN 978-4-06-285625-6
  3. 「眠れる森のバレリーナ」2017年10月12日発売[3]、ISBN 978-4-06-285662-1
  4. 「白雪姫と小人たち」2018年4月13日発売[4]、ISBN 978-4-06-285691-1
  5. 「キューピッドの約束」2018年10月13日発売[5]、ISBN 978-4-06-514090-1
  6. 「旅立ちのコッペリア」2019年6月13日発売[6]、ISBN 978-4-06-516203-3
  7. 「ジゼルからの挑戦状」2020年4月15日発売[7]、ISBN 978-4-06-519194-1
  8. 「白鳥たちのフェスティバル」2020年12月16日発売[8]、ISBN 978-4-06-521635-4
  9. 「恋と友情のパ・ド・トロワ」2021年9月15日発売[9]、ISBN 978-4-06-524704-4
  10. 「チャレンジ! パリの炎」2022年5月11日発売[10]、ISBN 978-4-06-527809-3
  11. 「コンテの世界へようこそ!」2022年12月14日発売[11]、ISBN 978-4-06-530011-4
  12. 「恋するシルフィード」2023年7月12日発売[12]、ISBN 978-4-06-532134-8
  13. 「お菓子の国の舞踏会」2024年2月7日発売[13]、ISBN 978-4-06-534452-1
  14. 「青い瞳のスワニルダ」2024年7月10日発売[14]、ISBN 978-4-06-536040-8